# Moriaantje
Het moriaantje (Diplacodes lefebvrii) is een libellensoort uit de familie van de korenbouten (Libellulidae), onderorde echte libellen (Anisoptera).
De soort staat op de Rode Lijst van de IUCN als niet bedreigd, beoordelingsjaar 2010, de trend van de populatie is volgens de IUCN stabiel. Het moriaantje komt voor in Afrika en het Middellandse Zeegebied.
De wetenschappelijke naam Diplacodes lefebvrii is voor het eerst geldig gepubliceerd in 1842 door Rambur.